# Mesoconius garleppi
Mesoconius garleppi är en tvåvingeart som beskrevs av Günther Enderlein 1922. Mesoconius garleppi ingår i släktet Mesoconius och familjen skridflugor. Inga underarter finns listade i Catalogue of Life.